# Saint Paul Capisterre
Saint Paul Capisterre é uma paróquia de São Cristóvão e Neves localizada na ilha de São Cristóvão e sua capital é a cidade de Saint Paul's.